# Josée Lapeyrère
Pour les articles homonymes, voir Lapeyrère (homonymie).
Josée Lapeyrère, née en 1944 et morte le 28 décembre 2007, est une écrivaine française, psychanalyste, membre de l'Association lacanienne internationale.
Tout à la fois analyste, écrivain et plasticienne, le travail de Josée Lapeyrère a pour caractéristique de déborder les frontières entre art et littérature. Elle a ainsi toujours travaillé sur la rencontre entre supports et écriture. Ce travail l'a amenée à exposer aussi bien seule (Musée national d'Art moderne au centre Pompidou) qu'avec le collectif MADI auquel elle participait (Milan, Saragosse, Maubeuge, Paris, Buenos-Aires, FIAC, Madrid, Musée Reina Maria Sofia, 1997, à la Foire de Rome, en Hongrie). C'est en ce sens que durant la dernière année de sa vie elle s'est consacrée à la création d'œuvres plastiques littéraires qu'elle appelait in votos.
Josée Lapeyrère a participé au collectif artistique Paso Doble fondé par Francesco Forlani en 1995. Avec certains membres de ce groupe à géométrie variable elle a mis en scène ses textes (sous la forme de "comédies-éclairs") dans le cadre du Nouveau Théâtre Synthétique (avec Émilie Leconte, Patrick Chevaleyre et Esteban Buch).

## Œuvres
Personnelles
- Là est ici, Gallimard, 1976
- La Quinze-Chevaux, Flammarion, 1987
- La 15 CV, Séguier, 1989
- Comment faire le Tour, éloge de la course, Point Hors-ligne, 1992
- Belles Joues les géraniums, Flammarion, 1994
- Éloge du coureur (réédition), 1998, Al Dante
- Les Nappes, avec J.J. Ceccarelli, 1998, Al Dante
- Aucune des choses rencontrées en mer et qu'on ne remarque pas, n'est un arbre, avec J.J. Ceccarelli, Le Bleu du ciel, 1998
- Entre 2 et 3, avec Thierry Cauwet, Al Dante, 1999
- 1/0, Ulysse fin de siècle, 2000
- Soundioulou Cissokho, roi de la kora, Allalaké, Dakar, 2000
- Mon mari était pâtissier, l’attentive, 2002
- La grammaire en forêt, Farrago-Leo Scheer, juin 2003
- 1,2,3,4,5,6,7,8 jeux avec J.J.Ceccarelli, 2003

Collectives
- Fontaines, Argraphie, 1990
- Serge Gavonsky (dir.), 5 Contemporary French Women Poets, New-York, 1997 (Grangaud, Risset, Giraudon, Lapeyrère, Kaplan, Portugal)
- Ouvrier vivant, Al Dante, 1999
- Marquise vos beaux yeux, Lyon, avec Michelle Grangaud, Liliane Giraudon, Anne Portugal, Éditions le Bleu du ciel, 2005, 122 p. (ISBN 978-2-915232-25-7)